# Іон Хіоський
Іон Хіоський (дав.-гр. Ἴων ὀ Χίος, близько 490 до н. е. — бл. 422 до н. е.) — давньогрецький поет, автор трагедій й драм, вважається першим давньогрецьким мемуаристом.

## Життєпис
Походив із заможної та знатної родини. Народився на острові Хіос. Приблизно у 468 році до н. е. перебрався до Афін. Тут затоваришував з Кімоном та іншими аристократами. У той же час виступав з критикою Перікла. У 452 році до н. е. вперше поставив трагедію. Втім усе один раз здобув перемогу на змаганнях (рік невідомий). Помер приблизно у 422 році до н. е.

## Творчість
Складав трагедії (за різними оцінка від 12 до 40) і сатирові драми, вважався найбільш значним поетом після трьох великих трагіків. Збереглися лише фрагменти його п'єс, елегій, дифірамбів, гімнів, в тому числі написаних прозою «Історії заснування Хіоса» і «Епідемії» (записки про подорожі самого Іона Хіоського і відомих людей), які є першим зразком давньогрецької мемуаристики.